# Roche Holding
Roche Holding (Холдинг Рош) — швейцарская холдинговая компания для Roche Group, группы фармацевтических компаний; одна из крупнейших фармацевтических групп мира.
Основой группы является F. Hoffmann-La Roche, швейцарская фармацевтическая компания, одна из ведущих компаний мира в области фармацевтики и диагностики. Другими крупными составляющими Roche Group являются Chugai (Япония), Genentech и Foundation Medicine (США). F. Hoffmann-La-Roche — полноправный член европейской Федерации Фармацевтической промышленности и Ассоциаций (EFPIA).
Является одним из ведущих производителей биотехнологических лекарственных препаратов в области онкологии, вирусологии, ревматологии и трансплантологии. Основана в 1896 году в Базеле. Имеет представительства в 150 странах мира и штат в 90 тысяч сотрудников. Первое представительство в России было открыто в 1910 году в Санкт-Петербурге.
Компании Roche Holding полностью принадлежит компания Genentech, США (с 26 марта 2009 года) и контрольный пакет акций компании Chugai Pharmaceutical, Япония (яп. 中外製薬 Тю: гай Сэйяку). Структурными подразделениями компании Рош являются Фарма (Лекарственные средства) и Диагностика (Диагностическое оборудование).

## История
Компания Hoffmann-La Roche основана в 1896 году в Базеле (Швейцария) Фрицем Хоффманном (Ла Рош — девичья фамилия его жены, Адель Ла Рош) и его отцом, успешным торговцем шёлком. Спустя несколько лет после основания компания оказалась на грани банкротства, однако после рекапитализации сотрудник Hoffmann-La Roche, доктор Эмиль Барелл, сумел разработать несколько успешных препаратов, в том числе тиокал (средство от кашля) и дигален (экстракт дигиталиса), что вывело компанию из кризиса. В 1905 году было открыто представительство в США, а накануне Первой мировой войны лекарства Hoffmann-La Roche продавались уже на четырёх континентах. Война нанесла серьёзный ущерб делам компании: основные производственные мощности находились в Германии, поэтому во Франции и Великобритании препараты перестали продаваться, также продукцию компании бойкотировали и в Германии. Медикаменты на 1 млн швейцарских франков остались непоплаченными из-за русской революции. Всё это вынудило компанию рефинансироваться путём размещения акций — в 1919 году Hoffmann-La Roche стала публичной компанией.
В 1920 году основатель компании, Фриц Хоффманн-Ла Рош, умер и президентом Hoffmann-La Roche стал Эмиль Барелл. Тогда же компания разработала её наиболее успешный на то время препарат с болеутоляющими, седативными, снотворными и противосудорожными свойствами аллонал (Aprobarbital). В 1933 году Hoffmann-La Roche первой в мире освоила производство синтетического витамина C, с тех пор производство витаминов стало одним из основных направлений компании. В 1928 году американская штаб-квартира была размещена в городе Натли (штат Нью-Джерси, Nutley), в то же время в Канаде была основана компания Sapac, ставшая одним из основных производственных центров. В начале 1940-х активы компании были перемещены в Натли, туда же переехал президент Hoffmann-La Roche (Эмиль Барелл возглавлял компанию до самой смерти в 1953 году).
В период с 1945 по 1965 год Hoffmann-La Roche занималась разработками новых препаратов, наиболее успешными из них стали либриум (1960 год) и валиум (1963 год); к 1971 году один из этих двух успокоительных принимали полмиллиарда человек, объём их продаж составлял около $2 млрд. Однако успех этих лекарств привлёк внимание Британской антимонопольной комиссии — Hoffmann-La Roche обвинили в значительном завышении цен на препараты. Большая часть 1970-х годов прошла в противостоянии Hoffmann-La Roche с антимонопольными комитетами Германии, Нидерландов, Австрии, Швеции и ЮАР. Хотя компании удалось избежать штрафов, её обязали снизить цены и публиковать финансовые отчёты.
В 1976 году на химическом заводе Icmesa (Севезо, Италия), принадлежащем Roche, произошла утечка чрезвычайно токсичного вещества TCDD, диоксина, нежелательного побочного продукта при производстве трихлорофенола. Из региона, на которое распространилось токсичное облако было эвакуировано 700 человек, но, несмотря на это, было зафиксировано по крайней мере 136 случаев хлоракне (кожного заболевания, вызываемого диоксином), также погибло большое количество свиней и домашней птицы. В 1978 году компания заплатила $17 млн на покрытие расходов по очистке территории и на переселение людей, а в 1980 году — ещё $114 млн компенсации.
В 1980-х годах Roche занялась применением генной инженерии в производстве интерферонов; результатом этих исследований стал препарат роферон-А, который был представлен на рынке как средство для лечения редких форм рака.
В 1989 году прошла реорганизация компании, из неё были образованы четыре подразделения, действовавшие практически как самостоятельные компании. После выделения парфюмерного подразделения в отдельную компанию Givaudan их осталось три: фармацевтика; диагностическое оборудование; витамины и чистые химикаты. После 2000 года подразделение витаминов также было выделено в самостоятельную компанию.
1990-е годы для компании были отмечены несколькими приобретениями: Genentech (американская биотехническая компания, 1990—2009 годы), Nicholas (европейский производитель безрецептурных лекарств, 1991 год), Syntex Corporation (англ., мексиканский производитель стероидов, 1994 год, переименована в Roche Bioscience), Boehringer Mannheim и Corange Group (конец 1990-х, диагностическое оборудование). Новыми продуктами в этот период стали инхибейс (для снижения кровяного давление, 1990 год), мабтера (применяется при лечении рака), зенапекс (препятствует отторжению органов при трансплантации). В 1991 году компания купила патент на полимеразную цепную реакцию (технология размножения фрагмента ДНК), что позволило разработать более совершенные технологии диагностики. В 1995 году в Hoffmann-La Roche была разработана терапия с помощью ингибиторов протеазы, сравнительно эффективный способ лечения СПИДа.
Наиболее значимыми приобретениями начала XXI века стали японская фармацевтическая компания Chugai Pharmaceutical (2002 год); компания 454 Life Sciences, специализирующаяся в сфере исследования ДНК (2007 год); производитель диагностических систем из Аризоны Ventana Medical Systems (2008 год); Foundation Medicine, разработчик и производитель систем для диагностики онкологических заболеваний (2015 год).
В январе 2016 года компания приобрела Therapeutics Tensha за $535 млн.
В январе 2017 года была приобретена ForSight Labs, а в июне того же года компания купила платформу лечения диабета, mySugr. В конце декабря компания заявила, что приобретет Ignyta Inc, расширяя свой международный онкологический бизнес.
В сентябре 2018 года объявлено о начале создания исследовательской лаборатории в Шанхае, которая станет одной из ключевых для компании, наравне с лабораториями в США и Швейцарии. Основной задачей исследовательского центра станет разработка новых антибиотиков, а также препаратов для лечения гепатита В и воспалительных аутоиммунных заболеваний. Запуск новой лаборатории запланирован на 2019 год. Сумма инвестиций в проект оценивается в $126 млн.
В феврале 2019 года компания достигла договоренности о приобретении американского разработчика препаратов генной терапии Spark Therapeutics. Сумма сделки составида $4,3 млрд.

## Собственники и руководство
На конец 2018 года было выпущено 160 млн акций. Крупнейшим акционером Roche Holding (45 %) является группа, состоящая из членов семей Хоффманн и Эри (Oeri), потомков основателя компании Hoffmann-La Roche. Кроме того, Андрэ Хоффманн и доктор Андреас Эри входят в совет директоров холдинга. Вторым крупным акционером является другая швейцарская фармацевтическая компания Novartis, ей принадллежит немногим менее трети акций.
- Кристоф Франц (Christoph Franz) — председатель правления Roche Holding AG с марта 2011 года. Также с января 2011 года является председателем исполнительного комитета и главным управляющим директором Deutsche Lufthansa AG[18], где начал свою карьеру в 1991 году. Родился 2 мая 1960 года во Франкфурте. Окончил Технический университет Дармштадта[1].
- Северин Шван (Severin Schwan) — председатель корпоративного исполнительного совета и главный управляющий директор CEO Roche Holding AG с 2013 года, в компании с 1993 года. Родился в 1967 году. Окончил Инсбрукский университет имени Леопольда и Франца (Австрия) и Лувенский католический университет (Бельгия)[1].

## Деятельность

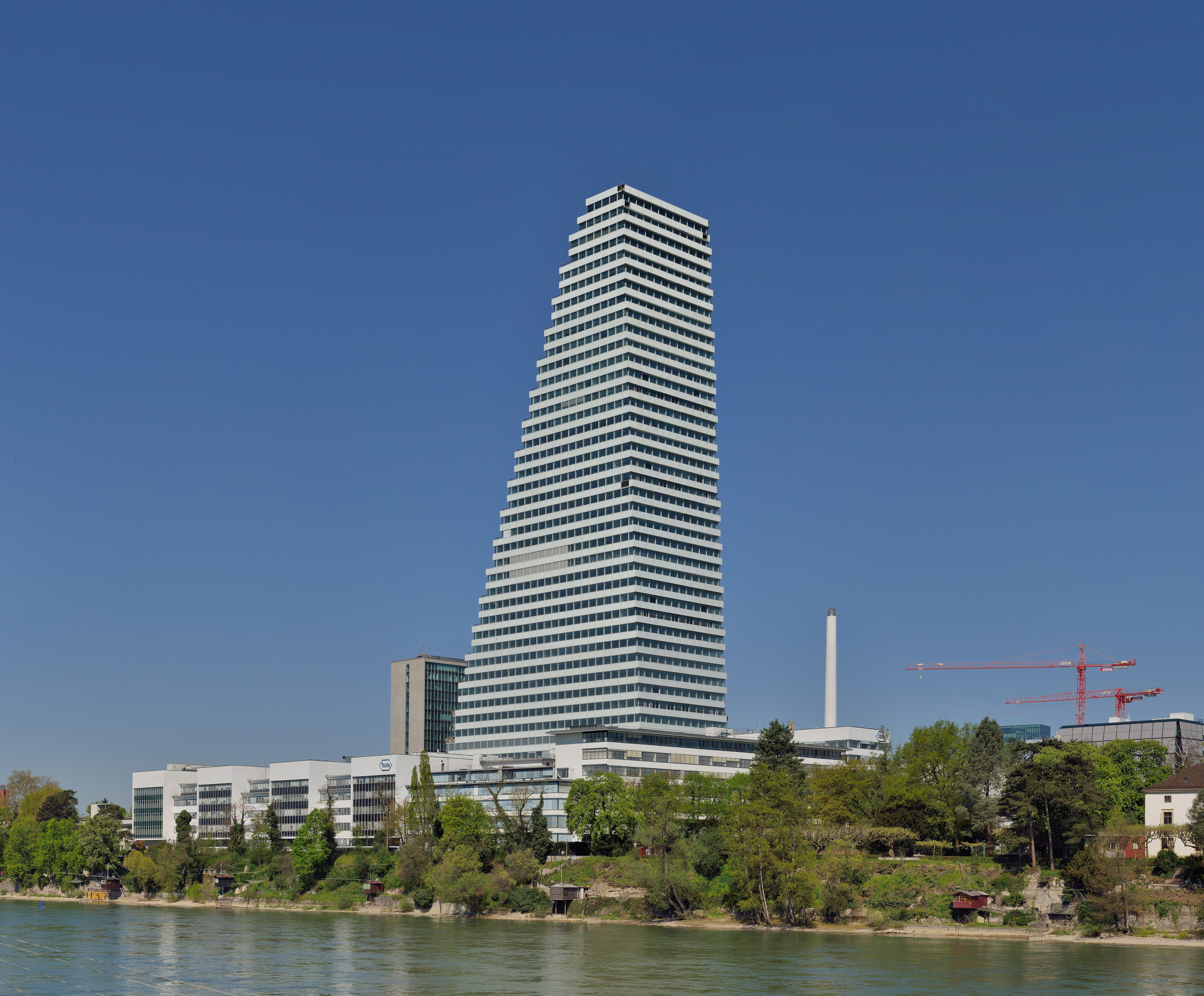
Roche Tower — штаб-квартира Roche Holding в Базеле (2015 год)

Компания Hoffmann-La Roche состоит из двух подразделений:
- Фармацевтика (Pharmaceuticals Division) — оборот в 2021 году составил CHF 45 млрд, из них на онкологию пришлось 20,5 млрд, иммунологию — 8,4 млрд, невропатологию — 6,3 млрд; основные препараты:
  - Окревус (окрелизумаб, Ocrevus) — иммунодепрессант, 5,06 млрд
  - Перджета (пертузумаб, Perjeta) — рак молочной железы, 3,96 млрд,
  - Актемра (тоцилизумаб, Actemra/RoActemra) — иммунодепрессант 3,56 млрд,
  - Тецентрик (атезолизумаб, Tecentrq) — противоопухолевый препарат, 3,32 млрд,
  - Авастин (бевацизумаб, Avastin) — противоопухолевый препарат, 3,06 млрд,
  - Гемлибра (эмицизумаб, Hemlibra) — гемофилия, 3,02 млрд,
  - Герцептин (трастузумаб, Herceptin) — рак молочной железы, 2,69 млрд,
  - Мабтера/Ритуксан (ритуксимаб, MabThera/Rituxan) — противоопухолевый препарат, 2,57 млрд,
  - Кадcила (трастузумаб эмтанзин, Kadcyla) — рак молочной железы, 1,98 млрд,
  - Ксолэйр (омализумаб, Xolair) — бронхиальная астма, 1,94 млрд,
  - Ронапреве (казиривимаб/имдевимаб, Ronapreve) — профилактика COVID-19, 1,63 млрд,
  - Алеценса (алектиниб, Alecensa) — противоопухолевый препарат, 1,36 млрд,
  - Луцентис (ранибизумаб, Lucentis) — офтальмология (макулодистрофия), 1,35 млрд),
  - Эсбриет (Pirfenidone, Esbriet) — идиопатический легочный фиброз, 1,04 млрд,
  - Газива/Газиваро (Обинутузумаб, Gazyva/Gazyvaro) — лимфолейкоз, 0,68 млрд;
- Диагностическое оборудование (Diagnostics Division) — оборот в 2021 году составил CHF 17,8 млрд; продукция включает оборудование для лабораторий, медицинских учреждений, индивидуальные глюкометры.

Географически деятельность компании разделена на следующие регионы: Северная Америка (объём продаж в 2021 году составил CHF 27,4 млрд, из них 26,5 млрд — в США); Европа (16,4 млрд, из них 4,3 млрд — в Германии); Азия (14,7 млрд, из них в Японии — 5 млрд); Латинская Америка (2,7 млрд); Африка, Австралия и Океания (1,5 млрд). Около трети продаж приходится на три крупнейшие дистрибьютерские компании США — McKesson (CHF 8 млрд), AmerisourceBergen (CHF 7 млрд) и Cardinal Health (CHF 4 млрд).
| Год                    | 2006  | 2007  | 2008  | 2009  | 2010  | 2011  | 2012  | 2013  | 2014  | 2015  | 2016  | 2017  | 2018  | 2019  | 2020  | 2021  |
| ---------------------- | ----- | ----- | ----- | ----- | ----- | ----- | ----- | ----- | ----- | ----- | ----- | ----- | ----- | ----- | ----- | ----- |
| Оборот                 | 42,04 | 46,13 | 45,62 | 49,05 | 47,47 | 42,53 | 45,50 | 46,78 | 47,46 | 48,15 | 50,58 | 53,30 | 56,85 | 61,47 | 58,32 | 62,80 |
| Операционная прибыль   | 11,73 | 14,47 | 13,92 | 12,28 | 13,49 | 13,45 | 14,13 | 16,38 | 14,09 | 13,82 | 14,07 | 13,00 | 14,77 | 17,55 | 18,54 | 18,16 |
| Активы                 | 74,41 | 78,18 | 76,09 | 74,57 | 61,02 | 61,58 | 64,81 | 62,17 | 75,54 | 75,76 | 76,82 | 76,68 | 78,52 | 83,09 | 86,14 | 92,32 |
| Сотрудников, тыс. чел. | 74,37 | 78,60 | 80,08 | 81,51 | 80,65 | 80,13 | 82,09 | 85,05 | 88,51 | 91,75 | 94,05 | 93,73 | 94,44 | 97,74 | 101,5 | 100,9 |

### Препараты Roche
Некоторые препараты производства Roche:
- Ксеникал,
- Валиум,
- Авастин,
- Пегасис,
- Актемра,
- Мабтера,
- Герцептин,
- Пульмозим,
- Бонвива,
- Кселода,
- Тамифлю,
- Рокальтрол
- Ганцикловир
- Окрелизумаб.

Компания получила особую известность в связи с разработкой Тамифлю — препарата против гриппа. В связи с эпидемией свиного гриппа, прибыль компании с апреля по ноябрь 2009 года выросла в 10 раз, достигнув 1 миллиарда долларов США.

## Диагностическое оборудование и средства самоконтроля сахарного диабета Roche Group
Диагностическое подразделение Roche Group производит оборудование для медицинских лабораторий — биохимические и гематологические анализаторы, анализаторы мочи, газов крови электролитов, ПЦР-анализаторы. Подразделение Roche Diabetes Care производит средства самоконтроля сахарного диабета под брендом Акку-Чек.
Бренд Акку-Чек включает в себя полный спектр средств самоконтроля для людей с сахарным диабетом: последнее поколение глюкометров, тест-полоски, устройства для прокалывания кожи, ланцеты, программное обеспечение для анализа данных, а также инсулиновые помпы и инфузионные наборы.
Глюкометры предназначены для количественного определения уровня глюкозы в свежей капиллярной крови для использования в домашних условиях, а также для диагностики in vitro специалистами в лечебных учреждениях. Глюкометры предполагают фотометрический или электрохимический способ измерения. Устройства для прокалывания предназначены для получения капиллярной крови из кончика пальца, они имеют несколько позиций регулировки глубины прокола.
Система для самоконтроля глюкозы крови с возможностью введения инсулина Акку-Чек разработана специально для непрерывного подкожного введения инсулина. Она состоит из инсулиновой помпы и пульта с функцией глюкометра, дистанционно управляющего помпой с помощью беспроводной технологии Bluetooth. Совместно с Системой используются инфузионные наборы, включающие катетер и канюлю, а также картриджи для инсулина.
Система анализа данных представляет собой прибор для обработки и передачи данных с портативных экспресс-анализаторов (глюкометров) и инсулиновых помп.

## Roche Group в России
Продукция компании Hoffmann-La Roche начала продвигаться на российский рынок ещё с 1898 года, с открытия представительства в Санкт-Петербурге. Позже появились представительства в других городах Российской империи (Варшаве, Одессе, Ростове-на-Дону, Вильно, Казани), а в 1910 году петербургское представительство было преобразовано в филиал. Перед октябрьской революцией на Россию приходилось около четверти товарооборота компании. В 1919 году всё имущество компании в России было национализировано.
Возобновлены торговые отношения были только в 1960-х годах, в 1989 году в Москве с участием Hoffmann-La Roche было образовано совместное предприятие «ДИАплюс». В 1991 году совместное предприятие было разделено и зарегистрировано как ЗАО «Рош-Москва». Помимо ЗАО «Рош-Москва», осуществляющее коммерческую деятельность, в России также работает представительство «Ф. Хоффманн-Ля Рош Лтд.», осуществляющее научно-информационную деятельность.

## Скандалы
- В 2012 году Roche получила выговор от Европейского агентства лекарственных средств за несообщение компанией о 80 000 побочных реакциях на выпускаемые ею лекарственные средства, в том числе о 15 161 смерти из-за побочных эффектов её препаратов в США. Регуляторы (национальные лекарственные агентства) также выявили и другие недостатки, касающиеся анализа и оповещения о подозреваемых побочных реакциях у 23 000 других пациентов и 600 участников клинических испытаний[26].
- 1 марта 2018 года в российском офисе компании Рош были произведены обыски в связи с делом о нелегальном сбыте препаратов для лечения рака (ритуксимаб) и подкупе врачей[27].